# Comté d'Esk
Pour les articles homonymes, voir Esk.
Le comté d'Esk était une zone d'administration locale dans le sud-est du Queensland en Australie.
Le comté comprenait les villes de :
- Esk ;
- Linville ;
- Moore ;
- Harlin ;
- Toogoolawah ;
- Coominya ;
- Lowood ;
- Fernvale ;
- Glamorganvale ;
- Minden.

Le 15 mars 2008, il a fusionné avec le comté de Kilcoy pour former la région de Somerset.